# Малойда, Гюнтер
Гюнтер Мало́йда (нем. Günther Maleuda; 20 января 1931, Альтбеелиц, Бранденбург — 18 июля 2012, Бернау) — восточногерманский партийный и государственный деятель, председатель Демократической крестьянской партии Германии (1987—1990), председатель Народной палаты ГДР (1989—1990).

## Биография
Родился в рабочей семье. В 1945—1947 годах работал батраком на польской ферме, затем его семья была изгнана в Тюрингию. В 1952 году окончил сельскохозяйственное училище в Веймаре, получив диплом землемера. В 1955 году окончил экономический факультет Германской академии государственных и правовых наук в Потсдаме. В 1950—1990 годах состоял в Демократической крестьянской партии Германии (ДКПГ).
- 1955—1957 гг. — руководитель отдела Демократической крестьянской партии Германии района Потсдам,
- 1957—1967 гг. — заместитель председателя совета округа Кёнигс-Вустерхаузен, заместитель председателя окружного совета по сельскому хозяйству,
- 1967 г. — защитил диссертацию по экономике в Гумбольдтовском университете,
- 1967—1976 гг. — заместитель председателя Совета по вопросам сельскохозяйственного производства и продовольственного сектора округа Потсдам, в 1975 г. — заведующий сектором Совета округа Потсдам.
- 1976—1982 гг. — председатель окружного совета ДКПГ Галле. С 1977 г. — член президиума партии,
- 1982—1984 гг. — секретарь,
- 1984—1987 гг. — заместитель председателя,
- 1987—1990 гг. — председатель ДКПГ. В 1990 году после того, как партия решила слиться с ХДС, принял решение о выходе из её рядов.

В 1980—1990 гг. — член Народной палаты ГДР,
- 1987—1990 гг. — заместитель председателя Государственного совета и член Национального совета Национального фронта ГДР.
- 1989—1990 гг. — президент Народной палаты ГДР, выступал за ненасильственный переход ГДР к системе парламентской демократии.
- 1994—1998 гг. — член бундестага как беспартийный кандидат, выдвинутый Партией демократического социализма (ПДС).